# Ochotona huangensis
Ochotona huangensis är en däggdjursart som först beskrevs av Paul Matschie 1908.  Ochotona huangensis ingår i släktet Ochotona och familjen pipharar. IUCN kategoriserar arten globalt som livskraftig. Inga underarter finns listade i Catalogue of Life.
Arten är endemisk i Kina och förekommer i bergen i centrala Kina. Utbredningsområdet ligger i provinserna Shaanxi, Gansu, Qinghai och Sichuan.